# メキシコジムグリガエル
メキシコジムグリガエル（Rhinophrynus dorsalis）は無尾目 メキシコジムグリガエル科 メキシコジムグリガエル属に属するカエルの一種。染色体数は22本。メキシコジムグリガエル科に属する現生種はこのメキシコジムグリガエルのみである。
メキシコジムグリガエル属（Rhinophrynus）の基準種（属の基準となる種）は本種（R. dorsalis）、メキシコジムグリガエル科（Rhinophrynidae）の基準属（科の基準となる属）はメキシコジムグリガエル属（Rhinophrynus）である。

## 分布
分布する生物地理区は新熱帯区であり、テキサス州のリオ・グランデ渓谷の南端からコスタリカに生息する。

## 形態
- 成体

体長は8cm程である。体は卵形で吻端がとがり、四肢が短いが、後肢は太く発達する。地中生であることから足部が鋤状である。舌を有するが、一般的な無尾類とは異なり舌根は口内の後方に存在する。眼は小さく、瞳孔は縦長である。また、鼓膜は不明瞭。体色は灰褐色で、赤、オレンジの背中線とスポット模様がある。
- 幼生（オタマジャクシ）

形態は特殊化していないとみられ、口器に角質化した歯や発達した唇は見られない。ただ、口器周辺に11本のひげをもつ。鰓室はそれぞれ独立に外部への開口部（呼吸孔）を有するため、腹側に一対の呼吸孔を有する。

## 生態
比較的乾燥した草原や砂漠に生息する。地中生であり、鋤状の足を用いて穴を掘る。シロアリを主食とするが、舌の構造から、他のカエルのように舌を反転して出すのではなく、ゆっくりと舌を突き出すようにして摂食する。雨期の後地中から出てきて一時的にできた水たまりに産卵する。抱接の際に雄は雌の腰部を抱く。幼生は濾過摂食型で、自由遊泳生活をする。

## 進化史・系統関係
- 進化史

メキシコジムグリガエル科の化石は暁新世の地層から初めて見つかっており、ローラシア大陸起源と考えられる。
- 系統関係

メキシコジムグリガエル科の他の科との系統関係は明確ではないが、最近の系統解析では、ピパ科と最も近縁であるという結果を得ている（Frost et al., 2006)。

## 保護
2004年の査定により、2006年に本種はIUCNのレッドリストにおいて2001年版 Ver. 3.1（軽度懸念）に指定された。